# Matrice des degrés
En mathématiques, et en particulier en théorie des graphes, la matrice des degrés d'un graphe est la matrice diagonale, qui contient sur sa diagonale, le degré de chaque sommet. Si on lui soustrait la matrice d'adjacence, on obtient la matrice laplacienne d'un graphe.

## Définition formelle
Étant donné un graphe {\displaystyle G=(V,E)} contenant {\displaystyle n} sommets, la matrice des degrés {\displaystyle D} de {\displaystyle G} est la matrice carrée {\displaystyle n\times n} définie par :
{\displaystyle D_{i,j}:=\left\{{\begin{matrix}\deg(v_{i})&{\mbox{si}}\ i=j\\0&{\mbox{sinon}}\end{matrix}}\right.}.
Le degré du sommet est le nombre de liens (arêtes ou arcs) aboutissant à ce sommet. Ainsi, pour un graphe non orienté, chaque boucle compte pour 2 : en effet, chaque lien a deux extrémités et chacune de ces deux extrémités augmente le degré. De la même façon, les sommets isolés ont un degré égal à 0.
Dans le cas d'un graphe orienté, le degré d'un sommet est la somme de son degré entrant et de son degré sortant.

## Exemple
| Graphe étiqueté | Matrice des degrés |
| --------------- | --- |
|                 | {\displaystyle {\begin{pmatrix}4&0&0&0&0&0\\0&3&0&0&0&0\\0&0&2&0&0&0\\0&0&0&3&0&0\\0&0&0&0&3&0\\0&0&0&0&0&1\\\end{pmatrix}}} |

Le degré du sommet 1 vaut 4 : en effet, le sommet 1 est connecté aux sommets 2 et 5, et il y a aussi la boucle. Ainsi, le sommet 1 est de degré 2+2 = 4.
Le degré du sommet 2 vaut 3 : en effet,  le sommet numéro 2 est connecté aux sommet 1, 3 et 5, d'où un degré de 3.

## Propriétés

Graphe de Petersen : graphe régulier où les sommets sont de degré 3.

La matrice des degrés d'un graphe régulier de degré {\displaystyle k} a une diagonale dont les coefficients valent tous {\displaystyle k}. Par exemple pour le graphe de Petersen (voir Figure), qui possède 10 nœuds, la matrice des degrés est de taille 10 X 10 et ne contient que des 3 sur la diagonale :
{\displaystyle {\begin{pmatrix}3&0&0&0&0&0&0&0&0&0\\0&3&0&0&0&0&0&0&0&0\\0&0&3&0&0&0&0&0&0&0\\0&0&0&3&0&0&0&0&0&0\\0&0&0&0&3&0&0&0&0&0\\0&0&0&0&0&3&0&0&0&0\\0&0&0&0&0&0&3&0&0&0\\0&0&0&0&0&0&0&3&0&0\\0&0&0&0&0&0&0&0&3&0\\0&0&0&0&0&0&0&0&0&3\end{pmatrix}}}